# Emil Eliasson
Emil Hans Eliasson, född 9 mars 1995, är en svensk före detta fotbollsspelare. 

## Klubbkarriär
I juni 2014  gick ut från Elitidrottsgymnasiet Katrinelund i Göteborg. Eliassons moderklubb är Partille IF. Han spelade därefter för IFK Göteborg, som han lämnade sommaren 2013 för Gais. I december 2013 blev han uppflyttad till Gais A-lag, som han skrev ett tvåårskontrakt med. Han debuterade för Gais i Superettan den 14 juni 2014 mot Östers IF, en match som slutade 0–0.
I augusti 2015 skrev han ett korttidskontrakt med Utsiktens BK och i januari 2016 förlängdes kontraktet över säsongen 2016. I mars 2017 värvades Eliasson av Team TG, men redan i maj samma år lämnade han klubben och flyttade hem till Göteborg.
I augusti 2017 blev Eliasson klar för division 1-klubben Assyriska BK. I januari 2018 värvades Eliasson av Assyriska FF, där han skrev på ett ettårskontrakt. I augusti 2018 skrev Eliasson på ett kontrakt över resten av säsongen med Ljungskile SK. I december 2018 återvände Eliasson till Utsiktens BK, där han skrev på ett ettårskontrakt.
I januari 2020 återvände Eliasson till Assyriska BK, där han skrev på ett ettårskontrakt. I februari 2021 gick Eliasson till division 2-klubben Angered BK.

## Landslagskarriär
Eliasson har spelat 5 landskamper för Sveriges U17-landslag samt en U19-landskamp.

## Karriärstatistik
| Klubb              | Säsong             | Liga                       | Liga    | Liga | Svenska cupen | Svenska cupen | Totalt  | Totalt |
| Klubb              | Säsong             | Division                   | Matcher | Mål  | Matcher       | Mål           | Matcher | Mål    |
| ------------------ | ------------------ | -------------------------- | ------- | ---- | ------------- | ------------- | ------- | ------ |
| GAIS               | 2014               | Superettan                 | 7       | 0    | 1             | 0             | 8       | 0      |
| GAIS               | 2015               | Superettan                 | 9       | 0    | 0             | 0             | 9       | 0      |
| GAIS               | Totalt             | Totalt                     | 16      | 0    | 1             | 0             | 17      | 0      |
| Utsiktens BK       | 2015               | Superettan                 | 0       | 0    | 0             | 0             | 0       | 0      |
| Utsiktens BK       | 2016               | Division 1 Södra           | 24      | 0    | 1             | 0             | 25      | 0      |
| Utsiktens BK       | Totalt             | Totalt                     | 24      | 0    | 1             | 0             | 25      | 0      |
| Team TG            | 2017               | Division 1 Norra           | 4       | 0    | 0             | 0             | 4       | 0      |
| Assyriska BK       | 2017               | Division 1 Södra           | 11      | 1    | 0             | 0             | 11      | 1      |
| Assyriska FF       | 2018               | Division 1 Norra           | 7       | 0    | 0             | 0             | 7       | 0      |
| Ljungskile SK      | 2018               | Division 1 Södra           | 0       | 0    | 0             | 0             | 0       | 0      |
| Utsiktens BK       | 2019               | Division 1 Södra           | 0       | 0    | 0             | 0             | 0       | 0      |
| Assyriska BK       | 2020               | Division 2 Västra Götaland | 5       | 0    | 0             | 0             | 5       | 0      |
| Angered BK         | 2021               | Division 2 Norra Götaland  | 16      | 1    | 0             | 0             | 16      | 1      |
| Totalt i karriären | Totalt i karriären | Totalt i karriären         | 83      | 2    | 2             | 0             | 85      | 2      |